# Васил Иванов (журналист)
Вижте пояснителната страница за други личности с името Васил Иванов.
Васил Иванов е български разследващ журналист.

## Биография
Роден е на 10 декември 1972 г. в София, България. До 18 април 2017 г. водещ на предаването „Разследване“  по „Нова телевизия“. Напуска медията заради – по собствените му думи – „системна цензура“. Скандалът се развива, след като му е забранено да прави предавания, посветени на обществени поръчки на кметове. След като напуска Нова започва работа в Канал 3.

## Разследвания
2005 г., ноември: Води разследване срещу нотариусите, които издават незаконно, но напълно легални пълномощни за управление на автомобили. За целта, колата на главния прокурор на Република България – Никола Филчев, е прехвърлена на оператор от „Нова телевизия“. Схемата на прехвърлянето е проста – на нотариуса Георги Златев само били предоставени данните за колата, ползвана от Филчев, след което измамата била извършена.
2013 г., април: Заедно с журналиста Марин Николов проследяват схема за купуване на гласове за предстоящите по това време парламентарни избори в няколко села във видинска област. Чрез скрита камера купуват 750 гласа срещу сумата от 17 000 белязани лева.

### Костадин Костадинов
През май 2020 г. Васил Иванов прави разследване свързано с измамите на Костадин Костадинов, председател на партия „Възраждане“. В разследването показва как партия „Възраждане“ харчи партийната си субсидия от 1,6 млн. лева, въпреки че основното й предизборно обещание е, че ще се откаже от нея. Вижда се още, че през 2019 г. Костадин Костадинов закупува луксозна къща, разположена във вилна зона „Лазур“ в землището на село Константиново за 200 000 лева. Костадинов обяснява че е имал спестени 15 000 лева, и е изтеглил още 199 000 лв на заем за срок от 20 години. Впоследствие Костадинов намира средства, за да изплати имота в рамките на 3 години.
През май 2020 г. Костадинов пуска обръщение във Фейсбук в което твърди, че Иванов е монтирал „поръчков материал“ и „прави това, което му кажат. Зависим от системата и от тези, които му плащат да прави нереалистични и подвеждащи материали“. През август 2023 г. с решение на Софийски градски съд, Костадинов е осъден да плати 5000 лв. обезщетение на Васил Иванов. Съдът отсъжда че Костадинов е използвал обидни и клеветнически твърдения към журналиста.

## Покушения срещу него
На 6 април 2006 г. в 2.35 часа избухва бомба пред апартамента му в блок 28 в столичния кв. „Банишора“. По време на взрива там са майката и сестрата на журналиста, които оцеляват. Васил Иванов коментира, че той и полицията знаят кой стои зад покушението, но не могат да направят нищо.

## Награди
Носител е на награда „За свободата и бъдещето на медиите“ за 2007 г.
Получава наградата на Съюза на българските журналисти в раздел „Електронни медии“ за 2005-2006 г.
През 2016 г. е номиниран за наградата „Валя Крушкина“, връчвана от фондация „Работилница за граждански инициативи“ (ФРГИ) и фонд „Валя Крушкина“, в петото издание на наградата.

## Личен живот
Жени се на 14 юли 2011 г. в Каварна, в импровизирано празненство организирано лично от кмета Цонко Цонев.